# 엠앤씨솔루션
엠앤씨솔루션(영어: MNC Solution)은 대한민국의 방산 기업이다. 포와 포탑, 유도무기, 전투함, 항공기에 필요한 구동장치를 주로 생산하고 있으며 튀르키예 차세대 전차 '알타이'에 서보밸브를 공급한다.

## 상장
2024년 12월 주관사를 KB증권, 삼성증권, 키움증권으로 공모금액의 절반을 구주매출로하여 공모 희망가 밴드를 80,000~93,300원으로 하여 코스피에 상장하였다.
기관수요예측에서 2024년 최하위권 경쟁률인 8.18대 1을 기록하며 공모가를 밴드하단보다 약 19% 저렴한 6만6000원으로 정하고 공모액도 1560억원으로 줄였다.

## 같이 보기
- 퍼스텍
- LIG넥스원
- 소시어스프라이빗에쿼티
- 웰투시인베스트먼트

## 참고 문헌
1. ↑  엠앤씨솔루션, PER로 봤더니 밸류 '5300억', 더스탁, 2024년 11월 19일
2. ↑  엠앤씨솔루션 급등, 트럼프 나토 ‘방위비 증액’ 요구에 韓 방산주 잭팟, 와이드데일리, 2025년 1월 24일
3. ↑  강동원, 엠앤씨솔루션, 상장예심 신청 임박…1조 대어 뜬다, 뉴스톱, 2024년 8월 21일
4. ↑  이경주, 엠앤씨솔루션, '신의 한수' 된 상장 강행, 더스탁, 2024년 12월 9일